# گریت کت
گریت کت (انگلیسی: The Great Kat؛ زادهٔ ۶ ژوئن ۱۹۶۶) یک موسیقی‌دان اهل ایالات متحده آمریکا است. وی از سال ۱۹۸۶ میلادی تاکنون مشغول فعالیت بوده‌است.